# Sensybilizator (fotografia)
Sensybilizator – substancja chemiczna dodawana do emulsji światłoczułej w celu powiększenia i zrównoważenia czułości negatywowego materiału światłoczułego w większym zakresie częstotliwości fal świetlnych pochłanianych przez tę substancję.